# Reggenza di Pacitan
La reggenza di Pacitan (in indonesiano: Kabupaten Pacitan) è una reggenza dell'Indonesia, situata nella provincia di Giava Orientale.